# بطولة أمستردام لكرة القدم 2008
كانت بطولة أمستردام لعام 2008 ، المعروفة باسم "بطولة إل جي أمستردام 2008" لأسباب تتعلق بالرعاية، هي بطولة أمستردام العاشرة، وهي بطولة كرة قدم تحضيرية لفرق أندية من جميع أنحاء العالم. تنافس أياكس وأرسنال وانترناسيونالي (إنتر ميلان) وإشبيلية في 8 أغسطس و 9 أغسطس 2008 في ملعب أمستردام أرينا. و قد فاز أرسنال بالبطولة للمرة الثالثة في أربع سنوات، بعد حصوله على 8 نقاط.

## جدول النقاط
| الفريق     | لعب | فاز | تعادل | خسر | له | عليه | النقاط |
| ---------- | --- | --- | ----- | --- | -- | ---- | ------ |
| آرسنال     | 2   | 1   | 1     | 0   | 4  | 3    | 8      |
| إنتر ميلان | 2   | 1   | 1     | 0   | 1  | 0    | 5      |
| سيفيلا     | 2   | 0   | 2     | 0   | 1  | 1    | 3      |
| أياكس      | 2   | 0   | 0     | 2   | 2  | 4    | 2      |

ملاحظة: نقطة إضافية لكل هدف مسجل.

## النتائج

### اليوم الأول
| إنتر ميلان | 0 – 0 | سيفيلا |
| ---------- | ----- | ------ |
|            |       |        |

| أياكس | 2 – 3 | آرسنال                                        |
| ----- | ----- | --------------------------------------------- |
|       |       | إيمانويل أديبايور 66' 83' · نيكلاس بينتنر 73' |

### اليوم الثاني
| آرسنال         | 1 – 1 | سيفيلا              |
| -------------- | ----- | ------------------- |
| كارلوس فيلا 4' |       | خافيير شيفانتون 79' |

| أياكس | 0 – 1 | إنتر ميلان |
| ----- | ----- | ---------- |
|       |       | أدريانو    |

## روابط خارجية
- https://web.archive.org/web/20170228045001/http://www.lgamsterdamtournament.com/